# 日野田直彦
日野田 直彦（ひのだ なおひこ、1977年〈昭和52年〉 - ）は、日本の教育者。

## 略歴・人物
大阪府に生まれる。タイ王国から帰国後、同志社国際中学校・高等学校に入学した。同志社大学文学部を卒業後、関西を中心に展開する学習塾「馬渕教室」（株式会社ウィルウェイ）に入社した。2008年（平成20年）、学校法人奈良学園の新設校（奈良学園登美ヶ丘中学校・高等学校）の立ち上げに携わる。
2014年、大阪府の府立学校校長公募に応募し、民間人校長として大阪府立箕面高等学校に着任した。
2018年、武蔵野女子学院中学校・高等学校（2019年、武蔵野大学中学校・高等学校に改称）校長に就任した。
2022年から千代田国際中学校の校長を務める。

## 著書
- 『なぜ「偏差値50の公立高校」が世界のトップ大学から注目されるようになったのか!?』（IBCパブリッシング、2018年）
- 『東大よりも世界に近い学校』（TAC出版、2023年）